# Starý Herštejn
Der Starý Herštejn (auch: Herštejn, Starý Hirštejn, deutsch Hirschstein) ist ein Gipfel des mittleren Oberpfälzer Waldes. 

## Geographische Lage
Der Starý Herštejn befindet sich an der tschechisch-deutschen Staatsgrenze im Okres Domažlice etwa vier Kilometer südöstlich von Závist (Neid), einem Ortsteil der Gemeinde Rybník nad Radbuzou, und etwa sechs Kilometer nördlich von Nemanice (Wassersuppen).
Der Gipfel des Starý Herštejns liegt auf dem Gebiet der Gemeinde Mnichov u Poběžovic.
Seine Nord-, West- und Südhänge liegen auf dem Gebiet der Gemeinde Nemanice.
Ungefähr zwei Kilometer nördlich des Gipfels des Starý Herštejns erhebt sich der 864 Meter hohe Lissaberg (Lysá hora).
Im Sattel zwischen diesen beiden Gipfeln entspringt in 769 Meter Höhe die Pivoňka und fließt nach Osten in Richtung Pivoň.
Im Tal auf der Westseite des Starý Herštejn fließt der Nemanický potok von Norden nach Süden.
Die Felsen des Starý Herštejn bestehen vorwiegend aus Gneis.

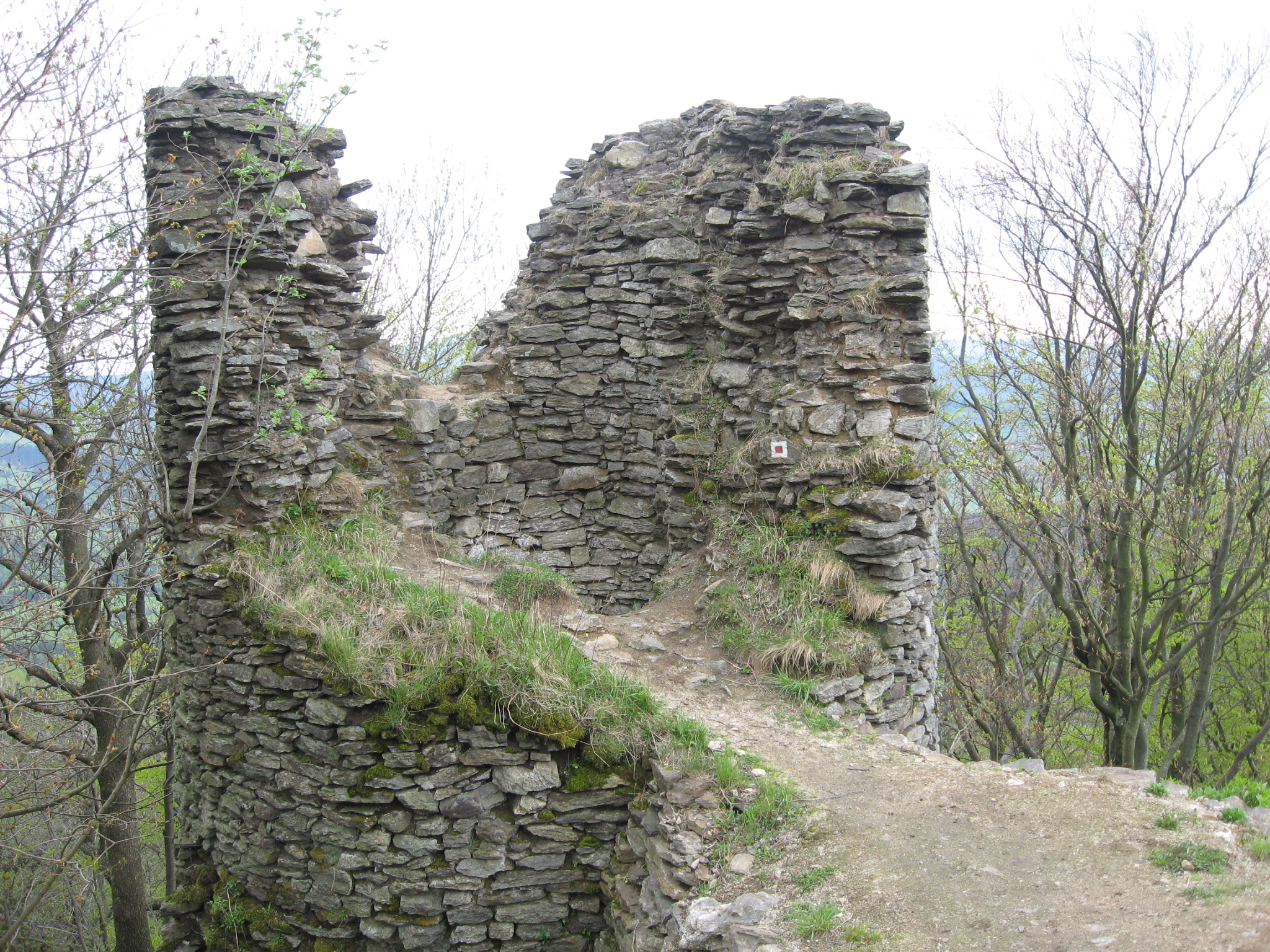
Burgruine Starý Herštejn

Südsüdöstlich vom Hirschstein erhebt sich der 805 m hohe Kleinfels (Malá skála).
Zwischen Hirschstein und Kleinfels befindet sich der Vranovské sedlo, ein 756 m hoher Gebirgspass.
Über diesen Pass führt eine schmale, nur im Sommer und Herbst befahrbare Gebirgsstraße, die Vranov und Nemanice verbindet.

## Geschichte
Auf dem Gipfel des Starý Herštejn befindet sich die Ruine der Burg Starý Herštejn.
Diese Burg gehörte 1272 dem Adelsgeschlecht vom Hirschstein.
Die Burg wurde Anfang des 16. Jahrhunderts zerstört.
Auf der Nordseite des Starý Herštejn entstanden die Siedlungen Fuchsenhäuseln (Liščí domky), Kreuzhütte (Křížová Huť, Glashütte errichtet 1775) und Hirschsteinhäusel (Herštejnské Chalupy, 1705).
Auf der Westseite lag Haselberg (auch: Deutschhütten, Lískovec-Lučina, 1713 Errichtung einer Glashütte).
Auf der Ostseite lag Kapellen (Kaplička).
Alle diese ehemaligen Siedlungen sind untergegangen und heute Wüstungen.
Seit 1968 gehören der Gipfel und seine Umgebung, insbesondere der Hang Richtung Westen, Süden und Osten zum Naturschutzgebiet Starý Hirštejn.

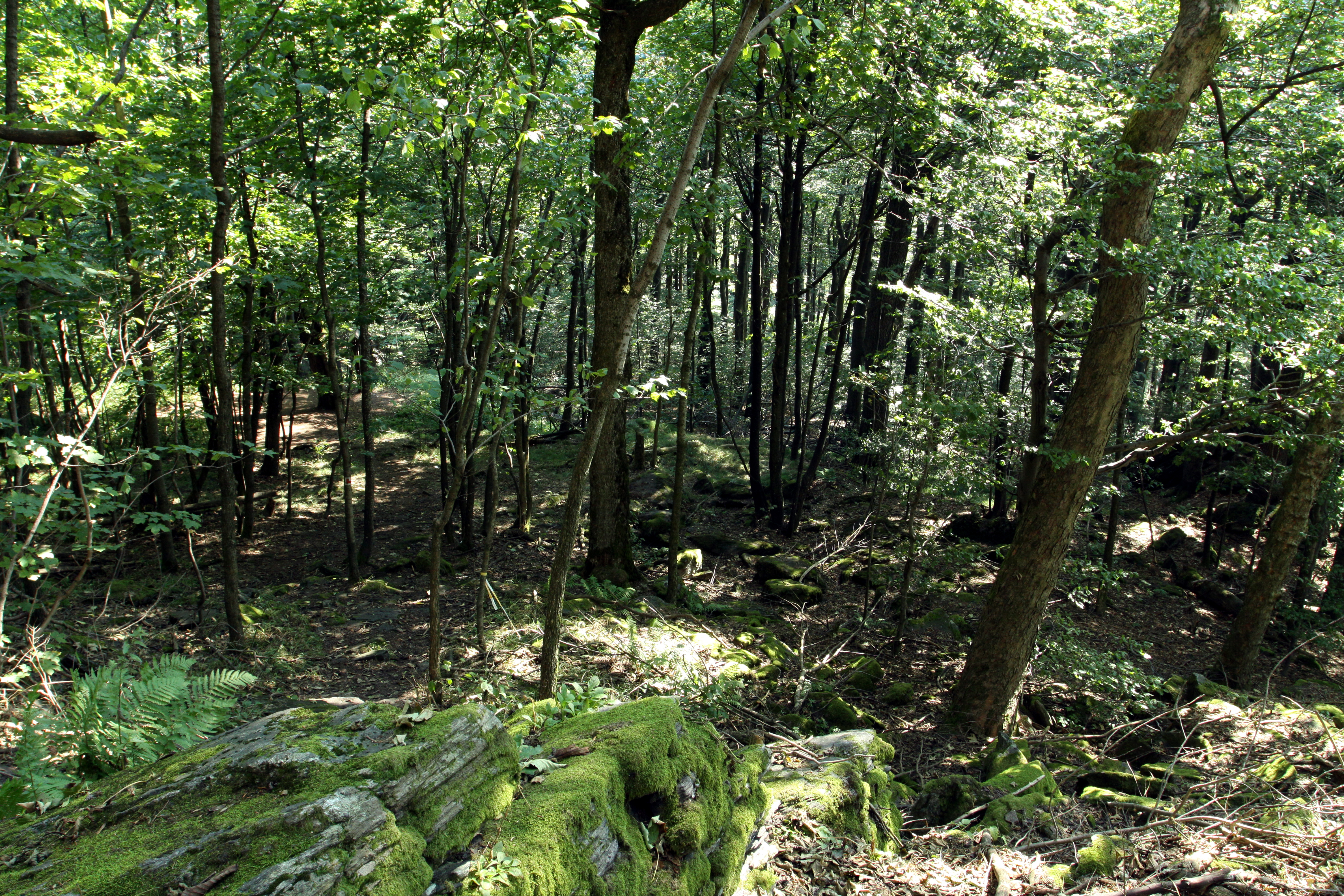
Naturschutzgebiet Starý Hirštejn

## Naturschutzgebiet Starý Hirštejn
Im Naturschutzgebiet Starý Hirštejn gibt es viele seltene Pflanzen und Tiere. Da es nicht mit dem Auto, sondern nur auf einem beschwerlichen Fußmarsch zu erreichen ist, hat sich die Natur relativ ungestört erhalten. Felsen, Geröllflächen und Feuchtwiesen bieten auch kleineren Pflanzen Lebensraum.

### Pflanzenwelt
Im Wald rund um den Gipfel des Starý Herštejn stehen Rotbuchen, Weiß-Tannen, Ebereschen, Platanen, seltener auch Erlen.
Im Naturschutzgebiet auf dem Starý Hirštejn wachsen Gelappter Schildfarn, Wolfs-Eisenhut, Gewöhnliche Goldnessel, Dunkles Lungenkraut, Wald-Bingelkraut, Gelbes Windröschen, Vielblütige Weißwurz, Großblütiger Fingerhut, Draht-Schmiele, Hallersche Schaumkresse, Waldmeister, verschiedene Orchideenarten, Seidelbast und andere Pflanzen.

### Vögel
Folgende Vögel können im Naturschutzgebiet angetroffen werden: Zwergschnäpper, Kolkrabe, Schwarzstorch, Waldkauz, Raufußkauz, Ringeltaube, Hohltaube, Schwarzspecht und andere Spechtarten, Fitis, Waldlaubsänger, Wintergoldhähnchen, Wacholderdrossel, Misteldrossel, Rotkehlchen, Kohlmeise, Blaumeise, Tannenmeise, Waldbaumläufer, Kleiber, Grünfink, Mäusebussard, Habicht und andere Vogelarten. 

### Weitere Tiere
Das Naturschutzgebiet bietet Zuflucht für Blattkäfer, Rüsselkäfer, Salamander, Erdmaus, Gelbhalsmaus, Waldspitzmaus, Steinmarder, Mufflon, Reh, Damhirsch, Rothirsch, Luchs, Rotfuchs und andere Tierarten.